# Consolidated B-32 Dominator
Niektóre z zamieszczonych tu informacji wymagają weryfikacji.
 Po wyeliminowaniu niedoskonałości należy usunąć szablon {{Dopracować}} z tego artykułu.
Consolidated B-32 Dominator – ciężki samolot bombowy, konstrukcji amerykańskiej, z okresu II wojny światowej.

## Historia
Samolot B-32 był następcą Liberatora. Była to zupełnie nowa konstrukcja, ale w jej budowie zastosowano wiele rozwiązań zapożyczonych z poprzednika, między innymi konstrukcje skrzydeł i usterzenia pionowego oraz elastyczne pokrywy komory bombowej. Pierwszy prototyp XB-32 opuścił halę montażową zakładów w San Diego 1 września 1942 roku. Pierwszy lot wykonał 7 września. Zakończył się on awaryjnym lądowaniem. Awarie powtarzały się często. Po ok. 30 lotach wydarzyła się katastrofa, w której zginął pilot-oblatywacz. Wypadek ten znacznie opóźnił próby nowej konstrukcji w stosunku do konkurencyjnego programu Boeinga – XB-29. Lot trzeciego prototypu odbył się dopiero 9 listopada 1943 roku. Nosił on oznaczenie YB-32. Różnił się od poprzednich prototypów zastosowaniem pojedynczego statecznika pionowego. Próby wykazały, że konstrukcja jest już przestarzała. Dla uratowania opóźnionego programu wprowadzono szereg radykalnych zmian: zrezygnowano z ciśnieniowych kabin załogi, zarzucono projekt zdalnie sterowanych wieżyczek strzeleckich, zastosowano nowe silniki. 
Mimo problemów, samoloty weszły do produkcji seryjnej pod oznaczeniem B-32A Terminator. W sierpniu 1944 nazwa została zmieniona na Dominator. Produkcja została zakończona po kapitulacji Japonii 18 września 1945 roku. Wyprodukowano 115 egzemplarzy, a 6 ostatnich samolotów, wprost z linii produkcyjnej, oddano na złom.

## Służba
Samoloty B-32 Dominator weszły na uzbrojenie 312 Grupy Bombowej, działającej w składzie 5 Armii Powietrznej. Operowała ona w rejonie Pacyfiku. Samoloty w ograniczonej skali weszły do akcji w maju 1945 roku. 
Już po zawieszeniu broni, B-32 należące do 386 Dywizjonu Bombowego z 312 Grupy Bombowej wykonywały nad Japonią loty rozpoznawcze. 17 sierpnia 1945 roku cztery maszyny wysłano w celu przeprowadzenia zwiadu. Nad Zatoką Tokijską samoloty zostały niegroźnie ostrzelane przez japońską artylerię przeciwlotniczą. Na przechwycenie amerykańskich bombowców wystartowały Kawanishi N1K i Mitsubishi A6M z Yokosuka Kokutai, wśród pilotów maszyn znajdował się japoński as lotnictwa marynarki, bosman Saburō Sakai. Trzy amerykańskie B-32 zostały zaatakowane około godziny 10:30 rano. Liczne ataki japońskich samolotów nie zdołały zadać poważniejszych uszkodzeń. Dzień później dwa B-32 znalazły się nad Tokio. Obie maszyny zostały przechwycone przez pilotów marynarki wojennej. Tym razem Amerykanie ponieśli straty. Jeden z samolotów miał zniszczony jeden z silników, uszkodzone sterowanie sterem kierunku, dwóch rannych na pokładzie oraz asystenta fotografa, sierżanta Anthony'ego Marchione'a, który trafiony pociskiem kalibru 20 mm w pierś zmarł, pomimo podjętych prób uratowania go. Stał się on tym samym ostatnią ofiarą bezpośrednich działań bojowych USAAF podczas II wojny światowej. Drugi z amerykańskich B-32 biorących udział w misji odniósł jedynie powierzchowne uszkodzenia. Obydwu samolotom udało się, wykorzystując dużą prędkość, uciec japońskim lotnikom. Najciężej uszkodzona maszyna później została przywrócona do stanu lotnego.